# Reinhardsmunster
 Reinhardsmunster (en alsacià Rainhardsmínschter) és un municipi francès, situat a la regió del Gran Est, al departament del Baix Rin. L'any 1999 tenia 402 habitants. Limita al nord-est amb Thal-Marmoutier i al sud-est amb Hengwiller.
Forma part del cantó de Saverne, del districte de Saverne i de la Comunitat de comunes del Pays de Saverne.

## Demografia
| 1962 | 1968 | 1975 | 1982 | 1990 | 1999 |
| ---- | ---- | ---- | ---- | ---- | ---- |
| 271  | 326  | 303  | 331  | 366  | 402  |

## Administració
| Període | Identitat      | Partit |
| ------- | -------------- | ------ |
| 2001-   | Marcel Stengel |        |